# Wolbrom
Wolbrom is een stad in het Poolse woiwodschap Klein-Polen, gelegen in de powiat Olkuski. De oppervlakte bedraagt 9,81 km², het inwonertal 9093 (2005).

## Verkeer en vervoer
- Station Wolbrom